# Ferdinand Pfohl
Ferdinand Maximilian Pfohl (12. října 1862 Loket (okres Sokolov) – 16. prosince 1949 Hamburk-Bergedorf) byl německý hudební kritik, hudební spisovatel a skladatel.

## Život
Pfohl studoval práva v Praze, poté v Lipsku studoval hudbu jako soukromý žák Oscara Paula, navštěvoval kurzy filozofie na lipské univerzitě. Působil jako hudební kritik v Leipziger Tageblatt a Königlich-Leipziger Zeitung. Od listopadu 1892 do 1931 byl hudebním redaktorem Hamburger Nachrichten. Od roku 1913 do roku 1934 byl učitelem a spoluředitelem Vogtovy konzervatoře v Hamburku. Napsal mnoho knih o hudbě, např. biografie o slavném maďarském dirigentovi Arthuru Nikischovi a o Richardu Wagnerovi.
Pfohl patřil v Německu k nejuznávanějším hudebním kritikům; jeho názory měly velkou váhu. V hudebních kruzích byl znám zejména jako spisovatel a skladatel.